# José Cobo Cano
José Cobo Cano (Sabiote, 20 de setembro de 1965) é um cardeal e jurista espanhol da Igreja Católica, atual arcebispo de Madrid.

## Biografia

### Origens e treinamento
Ele nasceu em 20 de setembro de 1965 na cidade jabiana de Sabiote, onde seria batizado na igreja paroquial de San Pedro. Graduou-se em direito pela Universidade Complutense de Madri em 1988, ano em que ingressou no Seminário do Conselho de Madri. Ele também estudou Ciências Morais no Instituto Redentorista, vinculado à Universidade de Comillas.

### Presbítero
Ordenado sacerdote em 23 de abril de 1994, ele iniciou seu ministério pastoral como vice-conselheiro das Irmandades do Trabalho em Madri. Desde 1995, foi vigário paroquial na paróquia de San Leopoldo, em Madri, até 2000, quando foi nomeado pastor de San Alfonso María de Ligorio e membro do Conselho Presbiteriano. Em 2001, foi nomeado arcebispo de Nossa Senhora de Pilar (arqui-sacerdócio de Aluche-Campamento) e participou do II Sínodo diocesano como membro da Comissão permanente. Em 2015, foi nomeado Vigário Episcopal do Vicariato II, membro do Conselho Presbiteral e do Conselho Pastoral Diocesano.

### Episcopado
Em 29 de dezembro de 2017, foi anunciada sua nomeação pelo Papa Francisco como bispo auxiliar de Madrid, juntamente com os padres Santos Montoya Torres e Jesús Vidal Chamorro, também pertencentes ao clero secular local. Em 17 de fevereiro de 2018, ele foi ordenado bispo na catedral de Almudena, por Carlos Osoro Sierra, cardeal arcebispo de Madrid, coadjuvado pelo cardeal Antonio María Rouco Varela, arcebispo emérito de Madrid e por Renzo Fratini, núncio apostólico na Espanha.
Em 12 de junho de 2023 foi elevado a Arcebispo de Madrid e sua posse ocorreu em 8 de julho de 2023.
Em 9 de julho de 2023, o Papa Francisco anunciou durante o Angelus que o criaria cardeal no Consistório de 30 de setembro de 2023. Recebeu o barrete vermelho e o titulus de Santa Maria de Montserrat dos Espanhóis.
Em 4 de outubro de 2023, foi nomeado membro do Dicastério para os Bispos e Dicastério para os Leigos, a Família e a Vida.